# Martti Ahtisaari
Martti Ahtisaari (/ˈmɑrtːi ˈɑhtisɑːri/), né le 23 juin 1937 à Viipuri (actuellement Vyborg) et mort le 16 octobre 2023 à Helsinki, est un diplomate et homme d'État finlandais. Il est le dixième président de la République, de 1994 à 2000.
Diplomate des Nations unies, il est connu pour ses actions et ses médiations en faveur de la paix internationale. En octobre 2008, le prix Nobel de la paix lui est décerné « pour les efforts qu'il a déployés sur plusieurs continents et pendant plus de trois décennies pour résoudre les conflits internationaux ».
Au cours de son mandat pour les Nations unies, il a été envoyé spécial  pour le Kosovo, chargé d'organiser les négociations sur le processus de détermination du statut du Kosovo, après la déclaration d'indépendance, en 2008.

## Biographie

### Jeunesse
Martti Ahtisaari est né à Viipuri en Carélie (nom finnois de l'actuelle Vyborg en Russie). Son père, Oiva Ahtisaari, dont le grand-père Julius Marenius Adolfsen avait émigré avec ses parents de Norvège en Finlande en 1872, a pris la nationalité finlandaise en 1929. Le père de  Martti Ahtisaari a finnicisé son nom de famille en Ahtisaari, en 1935.
Martti Ahtisaari grandit dans la zone de la caserne de la garnison de Kuopio, où son père est sous-officier. À Kuopio, Martti Ahtisaari rencontre sa future épouse Eeva Hyvärinen, qui est venue à Kuopio pour étudier. Martti  Ahtisaari est élève au lycée de Kuopio puis, en 1952, il suit son père qui s'installe à Oulu pour son travail. Martti Ahtisaari étudie au Lycée d'Oulu, et obtient son baccalauréat en 1956. À Oulu, il joue dans le club de basket-ball Oulun NMKY.
Après avoir accompli son service militaire, il est capitaine dans la Réserve de l'Armée finlandaise, et il étudie à l'école supérieure de formation des maîtres d'Oulu et obtient son diplôme de professeur enseignant du premier degré en 1959. Il est décrit comme l'un des étudiants brillants de l'école supérieure de formation des maîtres. Outre sa langue maternelle, le finnois, Martti Ahtisaari parle suédois, français, anglais et allemand.
Martti Ahtisaari est professeur à l'école primaire de Kastell d'Oulu de 1959 à 1960. Par la suite, Martti Ahtisaari adhère à l'organisation étudiante AIESEC, où il se dit être intéressé par la carrière diplomatique.
Membre de la YMCA, de 1960 à 1963, il est directeur de l'école suédoise d'éducation physique à Karachi au Pakistan.
De retour en Finlande en 1963, il enseigne à l'école supérieure de commerce d'Helsinki tout en militant dans des organisations d'aide aux pays en développement. Il rencontre entre autres Nickey Iyambo futur ministre en Namibie.
En 1965, il rejoint le Bureau de l'aide au développement du ministère finlandais des Affaires étrangères, où il devient chef adjoint du département. En 1968, il épouse Eeva Irmeli Hyvärinen (1936-). Le couple a un fils, Marko Ahtisaari (fi), musicien et producteur de renom.

### Carrière diplomatique
En 1973, le président Urho Kekkonen nomme Ahtisaari ambassadeur de Finlande en Tanzanie, également représentant de son pays en Somalie, au Mozambique et en Zambie. De 1973 à 1977, il noue à Dar es Salaam des contacts avec le SWAPO, organisation indépendantiste du Sud-Ouest africain (future Namibie).
De 1977 à 1981, il est ainsi nommé Commissaire des Nations unies pour la Namibie, territoire administré par l'Afrique du Sud et dont l'ONU veut l'indépendance. À la même époque, il sert également de représentant du secrétaire général en Namibie en 1978. Il emménage alors avec sa famille à New York où se trouve le siège des Nations unies.
Sous-secrétaire général des Nations unies pour l'Administration, de 1987 à 1991, il reste représentant spécial du Secrétaire général pour la Namibie. Il participe aux travaux entre l'ONU, la SWAPO et l'OUA menant à l'indépendance de ce pays en 1990.
En mars 1989, Ahtisaari est envoyé en Namibie avec 8 000 casques bleus et civils, chargés d'organiser la transition vers l'indépendance et les premières élections libres en novembre 1989. À ce titre, il est nommé citoyen namibien honoraire. Cette expérience lui sera très utile pour ses futures missions.
En 1991, il est nommé ministre des Affaires étrangères de Finlande. Il participe néanmoins aux médiations de l'ONU peu après la guerre du Golfe. Sa modération lui aurait coûté l'élection comme secrétaire général des Nations unies.

### Président
Alors qu'il participe encore aux médiations pendant la guerre en Bosnie-Herzégovine, il se lance dans la campagne présidentielle. Plusieurs personnalités politiques finlandaises ont alors perdu la confiance des Finlandais, victimes d'une récession économique. En 1993, Ahtisaari accepte l'investiture du Parti social-démocrate.
Sa présidence commence par la division de la coalition gouvernementale avec le départ du Parti du centre. Le Premier ministre, Esko Aho, refuse la participation du président dans les affaires étrangères. Au cours du mandat d'Ahtisaari (1994-2000), la Finlande adhère à l'Union européenne.
En 1999, il négocie aux côtés du Russe Viktor Tchernomyrdine avec Slobodan Milošević pour mettre fin aux combats dans la province yougoslave du Kosovo.

### Diplomate, prix Nobel de la paix

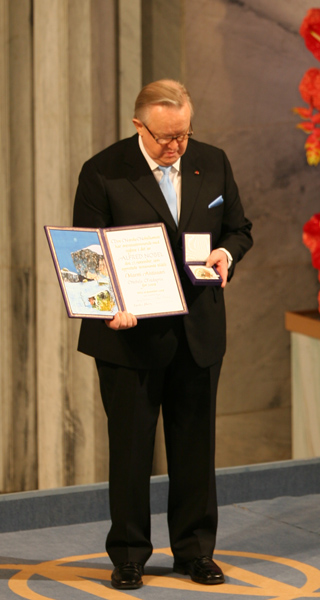
Martti Ahtisaari lors de la remise du prix Nobel de la paix en 2008.

Ahtisaari ne se représente pas en 2000, et voit Tarja Halonen lui succéder à la présidence.
Il a accepté depuis 2000 plusieurs postes dans plusieurs organisations internationales. En 2000, par exemple, le gouvernement britannique l'inclut dans une équipe chargée d'inspecter le désarmement de l'IRA en Irlande du Nord.
Le 18 juin 2003, il devient l’envoyé spécial du secrétaire général pour les crises humanitaires dans la corne de l'Afrique.
Il a créé une organisation non gouvernementale, Crisis Management Initiative (CMI), dont la mission est d'aider à créer et développer la paix dans les régions troublées. C'est à travers CMI qu'il dirige et conclut en août 2005 les négociations de paix en Aceh, entre le gouvernement indonésien et le Gerakan Aceh Merdeka (séparatistes).
En 2005, il est un des nommés pour le prix Nobel de la paix pour son action en Aceh, en Namibie et au Kosovo, mais le prix est remis à l'Agence internationale de l'énergie atomique et son directeur Mohamed ElBaradei. En 2006, il fait à nouveau partie des favoris mais le prix échoit à Muhammad Yunus.
Le 2 novembre 2005, Martti Ahtisaari est nommé par les Nations unies envoyé spécial chargé de superviser les négociations sur le statut final du Kosovo. Il a pour porte parole Rémi Dourlot.
Le 26 janvier 2007, il présente son rapport sur le statut du Kosovo. Le 4 février, des indépendantistes se regroupent et promènent un pantin à l'image du médiateur de l'ONU.
Ce qu’Ahtisaari a fait à Belgrade, bien des années plus tard (et la raison pour laquelle il a notamment obtenu le prix Nobel de la paix), est éclairé par la fameuse discussion échangée avec Slobodan Milošević. À la question : « Que se passerait-il si la Serbie refuse les exigences de l’Occident?», Ahtisaari, dit-on, aurait nettoyé tout ce qu’il y avait devant lui sur la table des négociations et répondu : « Belgrade sera aussi plat que cette table, la ville sera rasée par un tapis de bombes américaines ».
Le 10 octobre 2008, il reçoit le prix Nobel de la paix, après le prix Félix-Houphouët-Boigny pour la recherche de la paix décerné par l'UNESCO le 2 octobre de la même année.

## Distinctions

Armoiries de Martti Ahtisaari, président de la république de Finlande

- Chevalier de l'ordre de Dannebrog
- Grand-croix de l'ordre de Saint-Olaf
- Grand-croix de l'ordre du Faucon

## Prix et récompenses
- Prix du Mouvement chrétien finlandais de la paix (fi), 1991[16]
- Prix Félix-Houphouët-Boigny pour la recherche de la paix, 2008[17]
- Médaille Geuzenpenning (fi), 2008[18]
- Prix Nobel de la paix, 2008
- Prix Delta pour la compréhension internationale (fi), 2008[19]
- Médaille Saima, 2009[20]
- Prix du Grand Négociateur, 2010[21]

## Publications
- (fi) Martti Ahtisaari, Tehtävä Belgradissa, Helsinki, WSOY, 2000 (ISBN 978-951-0-25072-3)
- (en) Martti Ahtisaari, Carter Wiseman, Ban Ki-Moon, The United Nations at 70 : Restoration and Renewal, Rizzoli International Publications, 2015, 204 p. (ISBN 978-0-8478-4615-3)